# Llengües Kiong-Korop
Les llengües Kiong-Korop són un grup lingüístic que formen part de la sub-família de les llengües de l'alt Cross, que són llengües del riu Cross. Les llengües que formen part del grup lingüístic són el kiong, el korop i l'odut. Totes elles es parlen al sud-est de Nigèria i al sud-oest del Camerun.